# 郭文韜
郭文韜（1994年4月10日—），2012年中國青海省高考理科狀元，北京大學光華管理學院金融與數學雙學位學士 男歌手男藝人男演員，曾是一名金融從業者。2017年，參加《一站到底》節目，2019年開始參加《密室大逃脫大神版》、《名偵探學院》及《明星大偵探》，為《名偵探學院》常駐學員。

## 生平經歷
郭文韜高考成績671分，為2012年青海省高考理科狀元，錄取北京大學光華管理學院，本科專業金融學，雙學位第二學位數學。曾獲得青海省省運會乒乓球少年男子組團體冠軍，單打亞軍。大學期間參與多部校園微電影拍攝。從小學習二胡，二胡八級，也會彈吉他，曾在《一站到底》節目中彈唱了一曲《貝加爾湖畔》。

## 主要經歷
2017年，參加《一站到底》節目，作為「北大戰隊」隊員參與世界名校爭霸戰。
2019年，參加《密室大逃脫大神版》及《名偵探學院》，並在《明星大偵探》第五季中擔任偵探助理。
2020年，參加《名偵探學院第二季》、《密室大逃脫第二季大神版》、《名偵探學院第三季》，在《明星大偵探》第六季中擔任偵探，並擔任《明星大偵探》第六季衍生節目《名偵探俱樂部》主持人。
2021年，參加《名偵探學院第四季》、《密室大逃脫第三季大神版》、《名偵探學院第五季》。
2021年8月，簽約bilibili直播。
2022年，參加《寻找路人假》、《密室大逃脫第四季大神版》、《名偵探学院第六季》。
2023年，參加《大偵探第八季》、《普通男孩俱樂部》、《密室大逃脱第五季大神版》、《跳進地理書的旅行》、《森林進化論》、《南波萬的聚會第二季》、《名偵探學院第七季》，並在《不設限畢業禮》上，與齊思鈞、唐九洲、蒲熠星、黃子弘凡、石凱一起演唱《像你這樣的朋友》。
2024年4月，发布个人单曲《勇敢的人先享受世界》。

## 綜藝節目
| 首播年份 | 日期                     | 節目                        |
| 2019年   | 11月3日－2020年1月19日   | 《名偵探學院》第一季        |
| 2020年   | 4月9日－2020年7月16日    | 《名偵探學院》第二季        |
| 2020年   | 11月5日－2021年2月18日   | 《名偵探學院》第三季        |
| 2020年   | 12月26日－2021年3月12日  | 《名偵探俱樂部》第六季      |
| 2021年   | 4月15日－2021年8月4日    | 《名偵探學院》第四季        |
| 2021年   | 5月6日－2021年8月5日     | 《密室大逃脫 大神版》第三季 |
| 2021年   | 11月25日－2022年2月18日  | 《名偵探學院》第五季        |
| 2022年   | 7月8日－10月13日         | 《密室大逃脫 大神版》第四季 |
| 2022年   | 10月30日－2023年3月18日  | 《南波萬的聚會》            |
| 2022年   | 11月28日－2023年1月3日   | 《寻找路人假》              |
| 2022年   | 12月12日－ 2023年3月22日 | 《名偵探學院》第六季        |
| 2023年   | 3月16日ㄧ6月15日         | 《普通男孩俱樂部》          |
| 2023年   | 4月21日－4月29日         | 《院人全年無休計劃》        |
| 2023年   | 5月31日ㄧ9月6日          | 《密室大逃脫 大神版》第五季 |
| 2023年   | 7月2日ㄧ7月30日          | 《跳進地理書的旅行》        |
| 2023年   | 7月15日ㄧ10月3日         | 《森林進化論》第一季        |
| 2023年   | 10月14日ㄧ11月11日       | 《南波萬的聚會》第二季      |
| 2023年   | 11月26日ㄧ2月17日        | 《名偵探學院》第七季        |
| 2023年   | 12月28日ㄧ2024年2月22日  | 《跳進地理書的旅行》第二季  |
| 2024年   | 2月16日ㄧ5月3日          | 《全員加速中》對戰季        |
| 2024年   | 5月15日ㄧ8月14日         | 《魔方新世界》              |
| 2024年   | 7月25日ㄧ10月24日        | 《密室大逃脫 大神版》第六季 |
| 2024年   | 8月8日ㄧ9月26日          | 《跳進地理書的旅行》第三季  |
| 2024年   | 10月15日ㄧ12月31日       | 《森林進化論》第二季        |
| 2024年   | 11月2日ㄧ11月30日        | 《南波萬的聚會》第三季      |
| 2024年   | 12月15日ㄧ               | 《名偵探學院》第八季        |

## 音樂作品
| 發表日期      | 曲目               | 參與部分     | 備註                               |
| 2020年6月6日  | NO.1——南波萬       | 作詞、演唱者 | 《名偵探學院》第二季至第四季主題曲 |
| 2021年12月2日 | 寶藏就是你         | 演唱者       | 《名偵探學院》第五季主題曲         |
| 2023年1月18日 | 南波万的聚会       | 演唱者       | 《名偵探學院》第六季主題曲         |
| 2023年12月8日 | 要做就做南波萬     | 演唱者       | 《名偵探學院》第七季主題曲         |
| 2023年12月    | 跳進明天的旅程     | 演唱者       | 《跳進地理書的旅行》第二季主題曲   |
| 2024年4月12日 | 勇敢的人先享受世界 | 演唱者、作词 | 个人单曲                           |
| 2024年8月8日  | 自游               | 演唱者、作词 | 个人单曲                           |

## 外部連結
- 文韬Stefan的新浪微博
- 文韬Stefan的哔哩哔哩个人空间